# دنی کآدامارتری
دنی کآدامارتری (انگلیسی: Danny Cadamarteri؛ زادهٔ ۱۲ اکتبر ۱۹۷۹) بازیکن فوتبال اهل بریتانیا است.
از باشگاه‌هایی که در آن بازی کرده‌است می‌توان به باشگاه فوتبال لستر سیتی، باشگاه فوتبال لیدز یونایتد، باشگاه فوتبال دونکستر راورز، باشگاه فوتبال فولام، باشگاه فوتبال شفیلد یونایتد، باشگاه فوتبال کارلایل یونایتد، باشگاه فوتبال داندی یونایتد، باشگاه فوتبال اورتون، باشگاه فوتبال هادرزفیلد تاون، باشگاه فوتبال گرایس اتلتیک، و باشگاه فوتبال برادفورد سیتی اشاره کرد.
وی همچنین در تیم‌های ملی فوتبال زیر ۱۸ سال انگلستان و زیر ۲۱ سال انگلستان بازی کرده‌است.